# アンドレア・ガウデンツィ
アンドレア・ガウデンツィ（Andrea Gaudenzi, 1973年7月30日 - ）は、イタリア・ファエンツァ出身の元男子プロテニス選手。ATPツアーでシングルス3勝、ダブルス2勝を挙げた。シングルスの自己最高ランキングは18位。
2020年1月からATPの会長を務めている。

## 経歴
1990年、全仏オープンと全米オープンのジュニア部門で優勝。同年、プロに転向。
1994年の全仏オープンで自身初のグランドスラム4回戦進出を果たし、7月に行われたシュトゥットガルトの大会で初めてATPツアーの決勝に進出。翌年のモンテカルロ・オープンではエフゲニー・カフェルニコフらを破りベスト4に入った。
1998年、ハサン2世グランプリでATPツアー初優勝。12月のデビスカップでは決勝に進出した。
2003年引退後に法律の学位とMBAを取得。2019年10月、ATP次期会長に選出された。

## ATPツアー決勝進出結果

### シングルス: 3回 (3勝6敗)
| 大会グレード                          |
| グランドスラム (0–0)                  |
| テニス・マスターズ・カップ (0–0)      |
| ATPマスターズ・シリーズ (0–0)         |
| ATPチャンピオンシップ・シリーズ (0–1) |
| ATPツアー (3–5)                       |

| 結果   | 決勝日        | 大会               | サーフェス | 対戦相手                 | スコア                  |
| ------ | ------------- | ------------------ | ---------- | ------------------------ | ----------------------- |
| 準優勝 | 1994年7月24日 | シュトゥットガルト | クレー     | アルベルト・ベラサテギ   | 5–7, 3–6, 6–7(5)        |
| 準優勝 | 1995年2月12日 | ドバイ             | ハード     | ウェイン・フェレイラ     | 3–6, 3–6                |
| 準優勝 | 1995年8月13日 | サンマリノ         | クレー     | トーマス・ムスター       | 2–6, 0–6                |
| 準優勝 | 1996年4月14日 | エストリル         | クレー     | トーマス・ムスター       | 6–7(4), 4–6             |
| 準優勝 | 1997年10月5日 | ブカレスト         | クレー     | リチャード・フロムバーグ | 1–6, 6–7(2)             |
| 優勝   | 1998年3月29日 | カサブランカ       | クレー     | アレックス・カラトラバ   | 6–4, 5–7, 6–4           |
| 準優勝 | 1998年8月2日  | キッツビュール     | クレー     | アルベルト・コスタ       | 2–6, 6–1, 2–6, 6–3, 1–6 |
| 優勝   | 2001年5月27日 | ザンクト・ペルテン | クレー     | マルクス・ヒプフル       | 6–0, 7–5                |
| 優勝   | 2001年7月15日 | ボースタード       | クレー     | ボーダン・ウリラッハ     | 7–5, 6–3                |

## 4大大会成績

### シングルス
略語の説明
| W | F | SF | QF | #R | RR | Q# | LQ | A | Z# | PO | G | S | B | NMS | P | NH |

W=優勝, F=準優勝, SF=ベスト4, QF=ベスト8, #R=#回戦敗退, RR=ラウンドロビン敗退, Q#=予選#回戦敗退, LQ=予選敗退, A=大会不参加, Z#=デビスカップ/BJKカップ地域ゾーン, PO=デビスカップ/BJKカッププレーオフ, G=オリンピック金メダル, S=オリンピック銀メダル, B=オリンピック銅メダル, NMS=マスターズシリーズから降格, P=開催延期, NH=開催なし.
| 大会           | 1994 | 1995 | 1996 | 1997 | 1998 | 1999 | 2000 | 2001 | 2002 | 2003 | 通算成績 |
| -------------- | ---- | ---- | ---- | ---- | ---- | ---- | ---- | ---- | ---- | ---- | -------- |
| 全豪オープン   | 2R   | 2R   | 1R   | 1R   | 3R   | A    | 1R   | 1R   | 2R   | 1R   | 5–9      |
| 全仏オープン   | 4R   | 1R   | 2R   | 1R   | 2R   | 3R   | 2R   | A    | 3R   | A    | 10–8     |
| ウィンブルドン | 1R   | 1R   | 2R   | A    | A    | A    | 1R   | A    | 1R   | A    | 1–5      |
| 全米オープン   | 3R   | 1R   | 2R   | A    | 1R   | 1R   | 1R   | 2R   | 1R   | A    | 4–8      |